# Sven Strüver

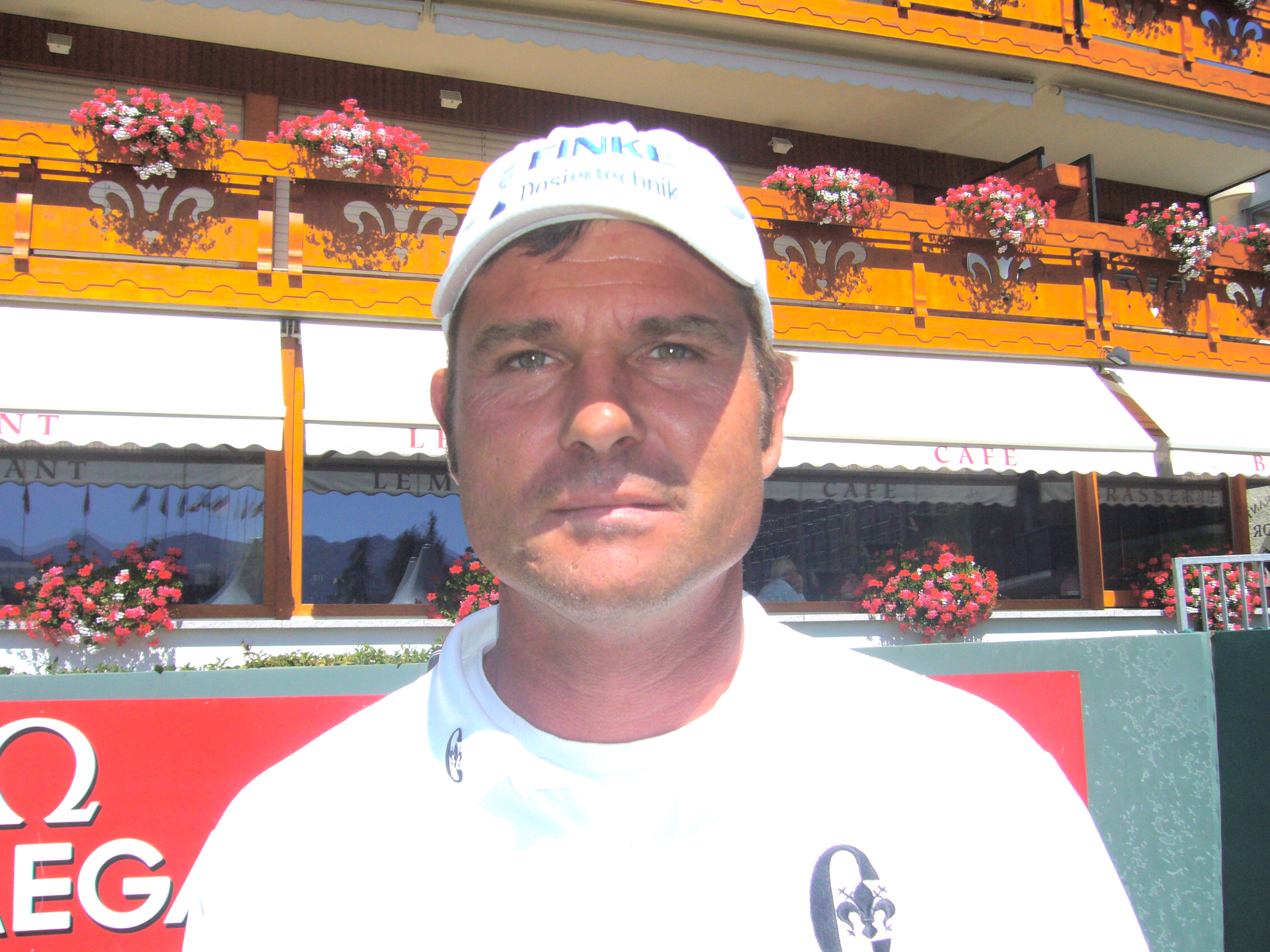
European Masters 2009.

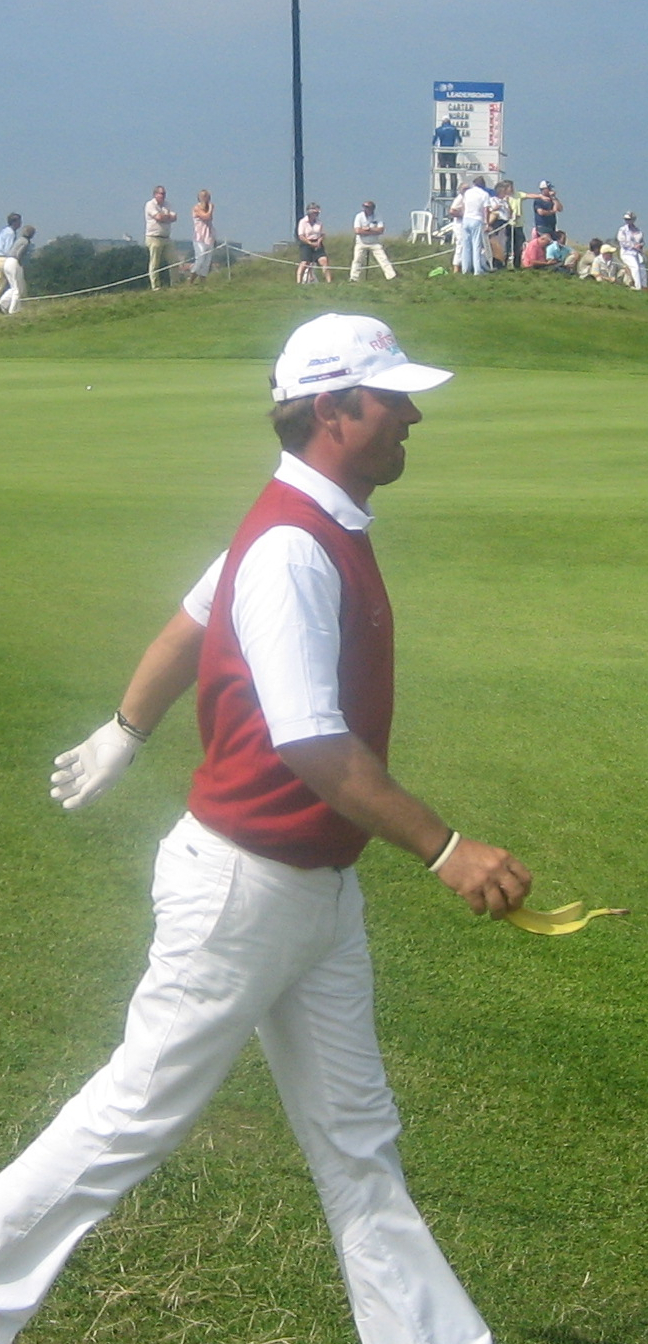
KLM Open 2007.

Sven Strüver (Bremen, 6 augustus 1967) is een Duitse professioneel golfer.

## Amateur
Strüver was al een bekende amateur in Duitsland, die regelmatig zijn land in het buitenland vertegenwoordigde, voordat hij in 1990 professiaonal werd.
- 1986: NK Amateurs

### Teams
- Eisenhower Trophy: 1986, 1988
- St Andrews Trophy: 1988

## Professional
In 1991 haalt hij via de Tourschool zijn tourkaart voor seizoen 1992. Hij heeft sindsdien drie overwinningen behaald, en komt de 13de plaats op de Europese ranglijst in 1998.
In die jaren is Bernhard Langer de enige bekende Duitse speler, en Strüver en Torsten Giedeon (1957) worden gezien als zijn opvolgers, die de golfsport in Duitsland populair kunnen maken. Temeer omdat Langer last heeft van 'yips'. Nu is er een volgende generatie Duitse spelers aan het opkomen, Tobias Dier (1976) en Martin Kaymer (1984).

### Nationaal
- 1990: PGA Kampioenschap

### Sunshine Tour
In 1996 wint hij het Alfred Dunhill South African PGA Championship, dat van 1996-1999 deel uitmaakt van de Sunshine Tour én de Europese Tour. Het is de voorloper van het Alfred Dunhill Kampioenschap, dat in 2001 voor het eerst plaatsvindt en is nu het meest belangrijke toernooi op de kalender van de Sunshine Tour.

### Europese Tour
- 1997: Sun Microsystems Dutch Open (Hilversumsche Golf Club)
- 1998: Canon European Masters (Golf Club Crans-sur-Sierre)

### Challenge Tour
- 1993: American Express Trophy

### Teams
- Alfred Dunhill Cup: 1994, 1995, 1996, 1997, 1998, 2000
- World Cup: 1993, 1994, 1995, 1997, 1998, 1999, 2002

## Sven Strüver Jeugd Trofee
In 2002 wordt de eerste Sven Strüver Jugend Trophy gespeeld, in 2004 wordt de naam veranderd in de Junior Trophy. Deelnemers zijn kinderen van 14-18 jaar.